# Жуков, Михаил Петрович
Михаи́л Петро́вич Жу́ков (1917—1943) — лётчик-истребитель Великой Отечественной войны, Герой Советского Союза.

## Биография
Родился 10 ноября 1917 года в деревне Ружбово Череповецкого уезда Новгородской губернии в семье крестьянина. Отец — Петр Ермолаевич Жуков 1875 г.р., д. Яргомжа, мать — Анна Матвеевна Жукова 1877 г.р, д. Ружбово.
В 1930 году окончил начальную сельскую школу в селе Покров. Затем учился в неполной средней школе в селе Абаканово. В 1931 году поступил в Шухободскую профтехшколу, которую окончил с отличием в 1933 году. В качестве премии ему подарили весь изготовленный им во время практики инструмент. В Январе 1934 года был направлен в Ленинградскую школу строителей нового ученичества, где изучал кровельное дело.
В сентябре приехал в Ярославль к брату, устроился на ЯШЗ слесарем в электроцех. Обучался в ФЗУ при резино-асбестовом комбинате. По окончании ФЗУ работал электромонтером на Ярославском шинном заводе. Михаил Петрович Жуков активно участвовал в жизни коллектива, был пионервожатым в начальной школе, агитатором во время первых выборов депутатов в Верховный совет СССР.
В 1936 был направлен по путевке в Ярославский аэроклуб, а через 2 года был определён комиссией в летную школу Сталинградского Краснознаменного пролетариата.
С ноября 1938 года в рядах Красной Армии. В октябре 1940 года окончил Сталинградское военное авиационное училище лётчиков, где освоил самолёты Р-5, УТИ-4, И-16.
В мае 1941 был назначен пилотом 158 ИАП 39 истребительной авиадивизии Ленинградской области, в звании младшего лейтенанта. Летал на И-16. В конце 1941 года освоил истребитель «P-40E».

### Великая Отечественная война
Первый боевой вылет Михаил Жуков совершил на И-16, на второй день войны. В воздухе встретил немецкий бомбардировщик «Ю-88». Воздушный бой немецкий лётчик не принял, развернулся и улетел из зоны барражирования Михаилом. 24 июня 1941 года М. Жуков преградил полёт фашистскому разведчику, который, не выполнив задание по аэрофотосъёмке района, развернулся и ушёл в облака. Боевой счёт открыл на четвёртом вылете, сбив «Юнкерс».
29 июня 1941 года в воздушном бою над Псковским озером Михаил Петрович израсходовал весь боезапас и, не желая упустить врага, пикированием вогнал немецкий бомбардировщик в озеро. Сам невредимым вернулся на свой аэродром базирования.
8 июля 1941 года по радио и в газетах был опубликован первый в Великой Отечественной войне Указ Президиума Верховного Совета СССР о присвоении звания Героя Советского Союза лётчикам 158-го истребительного авиаполка С. И. Здоровцеву, П. Т. Харитонову и М. П. Жукову.
10 июля 1941 года газета "Правда"на своих страницах сообщала: 

«Это первые орденоносцы священной Отечественной войны советских народов против кровавых псов фашизма. Как только телеграф и радио разнесли по стране Указ о первых героях Отечественной войны, популярны и любимы стали имена Героев Советского Союза Степана Здоровцева, Михаила Жукова, Петра Харитонова…. Так воюют и побеждают простые советские люди, не знающие страха в борьбе, гордые сыны нашего крылатого народа. Они множат мастерство и отвагу и бьют врага, беспощадно обрушивая на него тонны стали, уничтожая его в воздухе».
39-я истребительная авиадивизия, в которой служил Михаил Жуков, охраняла подступы к Ленинграду, «Дорогу жизни» через Шлиссельбургскую губу Ладожского озера, Волховскую ГЭС — единственную электростанцию, снабжавшую Ленинград электроэнергией. Особенно тщательно лётчики охраняли «Дорогу жизни», по которой шло снабжение города продовольствием, боеприпасами и военной техникой, передислокация войск и эвакуация измождённых от голода ленинградцев.
В документальном очерке Валентина Викулова под названием «Один из первых», опубликованном в газете «Коммунист» в 1975 году, приводится выдержка из письма начальника архивохранилища Министерства обороны СССР Кореняка: 

«29 июня 1941 года летчики полка отражали многочисленные попытки вражеских самолетов атаковать станцию Ретуппе и город Псков. В этот день особо отличился в воздушных боях младший лейтенант Жуков. Не имея боеприпасов, он преследовал бомбардировщик противника, имитировал атаки и наседал до тех пор, пока не вогнал его в Псковское озеро».
В книге ярославских писателей «Сталинское племя» написано: 

«Жизнь Михаила Жукова — обычная жизнь молодого человека сталинской эпохи. Семья Жуковых — прекрасная семья советских патриотов. Семеро братьев и одна сестра из семьи череповецкого крестьянина Петра Ермолаевича Жукова находятся на фронте, бьются с жестоким коварным врагом. Подлинная семья русских „богатырей“».
3 Сентября 1941 года М. П. Жуков одержал очередную победу — сбил в паре многоцелевой двухмоторный самолёт Ме-110.
3 Декабря 1941 года у мыса Осиновец он сбил 2 вражеских самолёта. За отличные действия при разгроме финского десанта на Ладожском озере Жуков был награждён орденом Красного Знамени.
В начале Мая 1942 года Михаилу Жукову довелось побывать в Ярославле. Он встретился с друзьями, выступил на областном собрании бойцов всевобуча. Герой призывал молодых патриотов усилить помощь фронту, овладевать военными знаниями, отдавать все силы делу победы.
В боевой характеристике на Михаила Жукова от 31 декабря 1943 года командир 2-й авиаэскадрильи капитан Древятников написал:

«За время войны произвёл 259 боевых вылетов, из которых 50 на сопровождение бомбардировщиков, 5 штурмовок, 167 на прикрытие своих войск, аэродромов и объектов. Участвовал в 47 воздушных боях, в которых сбил 3 бомбардировщика лично и в группе истребитель „Ме-109“ и бомбардировщик. В воздушных боях показал себя смелым, решительным, с высоким чувством взаимовыручки».
12 января 1943 года соединения 67-й армии Ленинградского фронта, 2-й ударной армии Волховского фронта начали операцию «Искра» по прорыву блокады Ленинграда с целью восстановления сухопутного сообщения, связывающего город со страной. При поддержке авиации ВВС, артиллерии и авиации Балтийского флота, 67-я и 2-я армии нанесли встречные удары по войскам противника на узком выступе между Шлиссельбургом и Синявино. 18 января войска фронтов встретились в районе рабочих поселков № 1 и № 5. Январская «Искра» прожгла брешь во вражеской осаде шириной 8—11 километров и разорвала кольцо блокады.
В день начала операции Михаил вылетел на свой последний 263-й боевой вылет. Четвёрка истребителей, руководимая капитаном Древятниковым, прикрывала наши наземные войска в районе Невской Дубровки. Самолёт командира звена Михаила Жукова был сбит и горящим упал на территорию врага.
Из боевого журнала 158 ИАП: 

«11.35 — 12.30 4 „Киттихаук“ 158 ИАП ведущий капитан Древятников прикрывали свои войска в районе Дубровка, высота 100—250 метров. В районе патрулирования приняли радиосигнал „Прикройте ИЛ-2“. Атаковали четверкой 1 Ме-109, который пытался атаковать ИЛ-2. Самолет противника с сильным дымом, со снижением ушёл в сторону В. Дубровки. Приняли сигнал „Идите за облака“, где были внезапно атакованы Me-109. Ст. Л-т Жуков на самолете „Киттихаук“ сбит, горящим упал в районе Дубровки».

Самолет противника был сбит капитаном Древятниковым с расстояния 50 метров, Me-109 врезался в землю между Дубровкой и РЗД (разъезд) 9 км.

## Награды
- Герой Советского Союза (8 июля 1941)
- Орден Ленина (8 июля 1941) — за образцовое выполнение боевых заданий Командования на фронте борьбы с германским фашизмом и проявленные при этом отвагу и геройство
- Орден Красного Знамени
- Орден Отечественной войны I степени (20 января 1943)

## Память
- Его именем в 1948 году названа улица в Череповце и в Ленинском районе Ярославля.
- Бюсты установлены в сквере перед ярославским училищем № 7 (бронзовый, с 1974 года), а также около ярославской школы № 3, находящейся по адресу ул. Жукова, 7А.
- Михаил Жуков навечно занесён в список тружеников Ярославского шинного завода и в книгу почёта.
- Мемориальные доски установлены на родине — в сёлах Абаканово и Шухободь Череповецкого района, а также на здании профессионального училища № 7 Ярославля.
- Подвиг М. П. Жукова увековечен на стеле «Город воинской славы», открытой во Пскове 22 июля 2010 года.
- В 2016 году своими силами, в деревне Ружбово был установлен памятный баннер с инфографикой о М. П. Жукове.
- Имя Михаила Жукова носит самолёт Сухой Суперджет 100 авиакомпании «Северсталь» (Карточка борта на russianplanes.net).